# 安居站
安居站，位于中华人民共和国内蒙古乌兰察布市卓资县，邮政编码012312，建于1989年，是京包铁路的一个车站。离北京站597公里，离包头站235公里。距上行车站福生庄站8公里，距下行车站三道营站7公里。该站隶属呼和浩特铁路局。不办理客货运业务，为五等车站，本站及相邻上下行区间均为电气化区段。